# Von Bullerbü nach Babylon
Von Bullerbü nach Babylon ist das zweite Album des deutschen Popduos Foyer des Arts. Es wurde 1982 auf WEA Records veröffentlicht. Das Album wurde im März 1982 im „Studio 54“ in Berlin am Hohenzollerndamm aufgenommen.

## Geschichte
Nach dem Underground-Erfolg Eine Königin mit Rädern untendran (1981) wurden Foyer des Arts von WEA unter Vertrag genommen. Von dem Album wurden zwei Singles ausgekoppelt, Wissenswertes über Erlangen und Trends/Hubschraubereinsatz. Erstere war der einzige Hit von Foyer des Arts und erreichte Platz 36 in den deutschen Charts. Als Toningenieur war Harris Johns beteiligt.
Da das Album schon lange vergriffen war, wurde das Album mit einer leicht veränderten Trackliste (siehe unten) im Sommer 2003 wiederveröffentlicht. Max Goldt schrieb im Booklet der Version von 2003 über das Originalalbum: „Seiner Veröffentlichung […] waren unerquickliche Kompromisse zwischen den Künstlern und der Plattenfirma vorausgegangen, so dass ich mit dem Produkt nie zufrieden war – und über seine wenige Monate nach dem Erscheinen einsetzende und zwanzig Jahre währende Nichtlieferbarkeit entsprechend wenig unglücklich.“  
Das CD-Cover wurde komplett geändert. Es wurde von Stephan Katz gemalt, mit dem Goldt als Comicduo Katz & Goldt zusammenarbeitet.
Die Radiosendung Von Bullerbü nach Babylon, moderiert von Jan Möller auf dem Sender byteFM, benannte sich nach diesem Album.

## Titelliste

### LP (1982)
Seite A:
1. Wissenswertes über Erlangen (4'42)
2. Steps into the Ministry (3'35)
3. Komm in den Garten (4'52)
4. Toulouse-Lautrec (4'19)
5. Wolfram Siebeck hat recht (1'59)
6. Little Girls (3'10)

Seite B:
1. Eine Königin mit Rädern untendran (5'31)
2. Olympia (4'35)
3. Trends (3'24)
4. Familie und Beatmusik (1'48)
5. Schön bunt (4'59)
6. Hubschraubereinsatz (1'59)

### CD (2003)
1. Von Bullerbü nach Babylon (2'03)
2. Steps into the Ministry (3'35)
3. Komm in den Garten (4'52)
4. Toulouse-Lautrec (4'19)
5. Eine vom Theater / vom Kriege (3'23)
6. Eine Königin mit Rädern untendran (3'50)
7. Comment and Create (2'47)
8. Trends (3'24)
9. Wolfram Siebeck hat recht (1'59)
10. Olympia (4'35)
11. Hubschraubereinsatz (1'59)
12. Wissenswertes über Erlangen (4'42)

Somit fehlen in der neuen Version die Songs Little Girls, Familie und Beatmusik und Schön bunt. Diese Lieder wurden durch die Songs Von Bullerbü nach Babylon, Comment and Create und Eine vom Theater/vom Kriege ersetzt. Comment and Create war die B-Seite der Single Eine Königin mit Rädern untendran. Eine vom Theater/vom Kriege war die B-Seite von Wissenswertes über Erlangen.

## Gastmusiker
Bei dem Album gab es zahlreiche Gastmusiker.
- Schlagzeug, Perkussion: Klaus Walter, Hans Schumann, Turhan Gezer
- Bass: Günter Friedenberg, Nino Hiemann
- Gesang: Miko, Marion
- Streicher: Jan von Schaik, Ulrike König, Agnes Stein von Kamienski, Dinah Backhaus, Matthias Wildenhof
- Cello: Michael Krayer
- Saxofon: Joachim Litty
- Trompete: Jürgen Scheele
- Posaune: Paul Gebauer
- Steel Drum: Boris Ballin
- Klavier: Wolfgang Loos
- Handclaps: Simone Maack, Irmgard Donder, Claudia Barthel, Petra Leupold